# Fritz Wurster
Fritz Wurster (* 12. Februar 1922 in Brötzingen; † 9. April 2016) war ein deutscher Politiker (CDU).

## Leben
Wurster besuchte die Volksschule und absolvierte im Anschluss eine Verwaltungslehre beim Arbeitsamt. Zum 1. September 1940 trat er der NSDAP bei. Er holte das Abitur nach und wollte daraufhin ein Studium beginnen. 1942 erfolgte jedoch die Einberufung zur Wehrmacht. Er nahm als Soldat am Zweiten Weltkrieg teil und geriet zuletzt in Gefangenschaft, aus der er 1945 fliehen konnte. Nach dem Kriegsende arbeitete er zunächst als Hilfsarbeiter in der Landwirtschaft und auf dem Bau. 1946 erhielt er eine Anstellung als Sekretär in einer Pforzheimer Schmuckwarenfabrik. Von 1954 bis 1969 fungierte er als Geschäftsführer der Außenstelle Pforzheim der Handwerkskammer Karlsruhe. Nach seinem Eintritt in den Ruhestand betätigte er sich als Geschäftsführer des Schiller-Gymnasiums und als ehrenamtlicher Leiter des Technischen Museums der Pforzheimer Schmuck- und Uhrenindustrie.
Wurster trat 1946 in die CDU ein und wurde im Juni des ersten Nachkriegsjahres Geschäftsführer des CDU-Kreisverbandes Pforzheim. Ab 1949 war er als Sekretär für den Bundestagsabgeordneten Gottfried Leonhard tätig.
Wurster war von 1951 bis 1969 Mitglied des Gemeinderates von Pforzheim und dort zeitweise Vorsitzender der CDU-Fraktion. Bei den Landtagswahlen 1960, 1964 und 1968 wurde er jeweils als Abgeordneter in den Landtag von Baden-Württemberg gewählt, dem er bis 1972 angehörte. Von 1969 bis 1987 war er Bürgermeister für Kultur, Sport, Soziales und Schule der Stadt Pforzheim.
Fritz Wurster war verheiratet und hatte drei Kinder.

## Auszeichnungen
- 1972: Verdienstkreuz 1. Klasse der Bundesrepublik Deutschland